# 糖朝

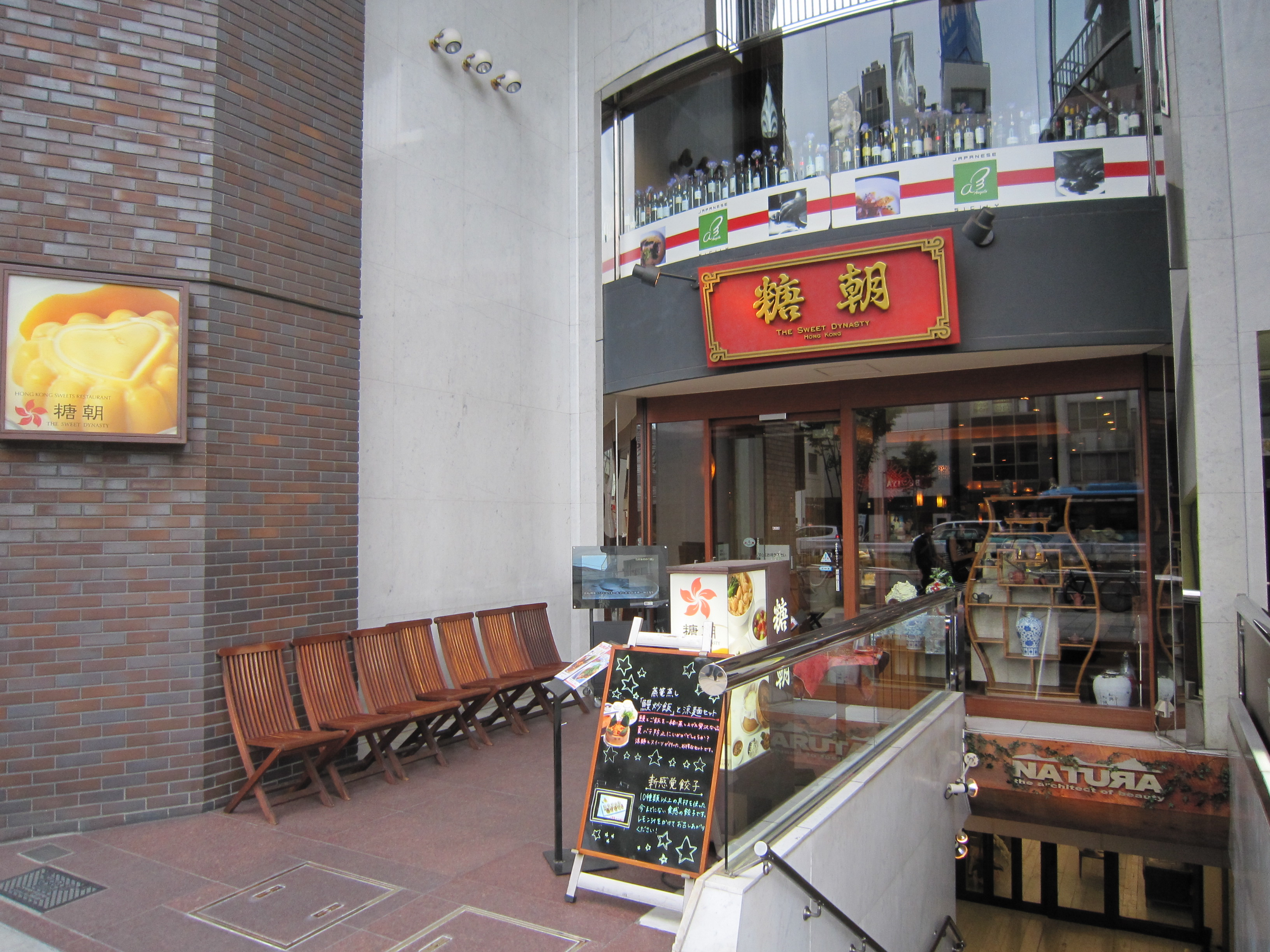
糖朝 東京青山店

糖朝（日本語読み: とうちょう、英語: Sweet Dynasty）は香港に本店を置く飲食店。名前は唐朝をもじったもので、「唐」を砂糖を意味する同音の「糖」に書き換えている。名前のとおりスイーツレストラン（甘味処）とされるが、点心、麺、粥、広東料理の炒め物、蒸し飯などもある。

## 概要
もともとは、1991年に香港の女性洪翠娟（デイジー・ホン）が香港島の跑馬地で始めた甘味処。のちに九竜半島の広東道100号に支店を開き、現在はこちらが本店となっている。香港では桶で供する豆腐花で有名となった。汁粉、白玉団子などの伝統的な中国系スイーツのほか、すでに香港でブレークしていたマンゴープリンなども取り入れ、後に点心、麺類、軽食も扱うことで幅広い客を取りこむことに成功した。現在、台湾の台北市や高雄市、中国の上海市にも支店を持つが、台北の微風広場店のように撤退した店舗もある。

## 日本支店
日本ではアールティーコーポレーションが、チェーンを展開している。同社は髙島屋の子会社で、台湾の鼎泰豊の日本支店も運営している。スイーツの中でもマンゴープリンは、糖朝が日本で2005年ごろにおきたブームの火付け役となり、現在も同店の看板メニューとなっている。現在、香港スイーツレストラン 糖朝、粥茶館 糖朝・糖朝CAFEの2つのスタイルを展開している。
- 香港スイーツレストラン糖朝 日本橋店
- 香港スイーツレストラン糖朝 玉川店
- 香港スイーツレストラン糖朝 名古屋店
- 香港スイーツレストラン糖朝 なんばダイニングメゾン店
- 香港スイーツレストラン糖朝 京都店
- 香港スイーツレストラン糖朝 阪神梅田本店
- 粥茶館 東京ミッドタウン店
- 糖朝CAFE 東洋大学赤羽台キャンパス店
- 糖朝CAFE 横浜ランドマークプラザ店